# Lista lotniskowców w służbie

Sylwetki najważniejszych lotniskowców na świecie

Lista lotniskowców w służbie – lotniskowce znajdujące się w służbie czynnej w marynarkach wojennych poszczególnych krajów.

## Liczba według krajów
| | Stany Zjednoczone | Chiny | Wielka Brytania | Włochy | Rosja | Indie | Francja | Hiszpania | Australia | Tajlandia |
| Lotniskowce floty | 11                | 3     | 2               | 2      | 1     | 1     | 1       | 1***      | 0         | 1*        |
| Uniwersalne okręty desantowe | 9**               | 0     | 0               | 0      | 0     | 0     | 3       | (1)***    | 2****     | 0         |
| * Tajlandia nie wykorzystuje operacyjnie samolotów AV-8S Matador. ** Amerykańskie okręty typów Wasp i America zbudowano jako okręty desantowe z możliwością działania jako lotniskowiec. *** Hiszpański Juan Carlos I pełni funkcję lotniskowca i okrętu desantowego. **** Australijskie okręty typu Canberra zbudowano jako okręty uniwersalne. Obecnie służą jako okręty desantowe i helikopterowce, a docelowo mają służyć jako lotniskowce. |                   |       |                 |        |       |       |         |           |           |           |

## Lotniskowce w służbie
| Kraj              | Użytkownik            | Nazwa                                      | Znak    | Wyporność (t) | Typ                                       | Rodzaj           | Wejście do służby         | Zdjęcie |
| ----------------- | --------------------- | ------------------------------------------ | ------- | ------------- | ----------------------------------------- | ---------------- | ------------------------- | ------- |
| Francja           | Marine nationale      | „Charles de Gaulle”                        | R91     | 42 000        | –                                         | CATOBAR, atomowy | 18 maja 2001(dts)         |         |
| Indie             | Indian Navy           | INS „Vikramaditya” (ex-„Admirał Gorszkow”) | R33     | 44 570        | Admirał Gorszkow (zmod. Kijew)            | STOBAR           | 16 listopada 2013(dts)    |         |
| Włochy            | Marina Militare       | „Cavour”                                   | 550     | 27 100        | –                                         | STOVL            | 27 marca 2008(dts)        |         |
| Włochy            | Marina Militare       | „Giuseppe Garibaldi”                       | 551     | 13 850        | –                                         | STOVL            | 30 września 1985(dts)     |         |
| Hiszpania         | Armada Española       | „Juan Carlos I”                            | L61     | 27 560        | –                                         | STOVL            | 30 września 2010(dts)     |         |
| Australia         | Royal Australian Navy | „Canberra”                                 | L02     | 27 560        | Canberra                                  | (STOVL)          | 28 listopada 2014(dts)    |         |
| Australia         | Royal Australian Navy | „Adelaide”                                 | L01     | 27 560        | Canberra                                  | (STOVL)          | 4 grudnia 2015(dts)       |         |
| Rosja             | WMF Rosji             | „Admirał Kuzniecow”                        | 063     | 58 500        | Admirał Kuzniecow                         | STOBAR           | 21 stycznia 1991(dts)     |         |
| Tajlandia         | MW Tajlandii          | HTMS „Chakri Naruebet”                     | CVH-911 | 11 400        | –                                         | STOVL            | 10 sierpnia 1997(dts)     |         |
| Stany Zjednoczone | US Navy               | USS „Nimitz”                               | CVN-68  | 101 600       | Nimitz                                    | CATOBAR, atomowy | 3 maja 1975(dts)          |         |
| Stany Zjednoczone | US Navy               | USS „Dwight D. Eisenhower”                 | CVN-69  | 103 200       | Nimitz                                    | CATOBAR, atomowy | 18 października 1977(dts) |         |
| Stany Zjednoczone | US Navy               | USS „Carl Vinson”                          | CVN-70  | 102 900       | Nimitz                                    | CATOBAR, atomowy | 13 marca 1982(dts)        |         |
| Stany Zjednoczone | US Navy               | USS „Theodore Roosevelt”                   | CVN-71  | 106 300       | Nimitz                                    | CATOBAR, atomowy | 25 października 1986(dts) |         |
| Stany Zjednoczone | US Navy               | USS „Abraham Lincoln”                      | CVN-72  | 105 800       | Nimitz                                    | CATOBAR, atomowy | 11 listopada 1989(dts)    |         |
| Stany Zjednoczone | US Navy               | USS „George Washington”                    | CVN-73  | 105 900       | Nimitz                                    | CATOBAR, atomowy | 4 lipca 1992(dts)         |         |
| Stany Zjednoczone | US Navy               | USS „John C. Stennis”                      | CVN-74  | 105 000       | Nimitz                                    | CATOBAR, atomowy | 9 grudnia 1995(dts)       |         |
| Stany Zjednoczone | US Navy               | USS „Harry S. Truman”                      | CVN-75  | 105 600       | Nimitz                                    | CATOBAR, atomowy | 25 lipca 1998(dts)        |         |
| Stany Zjednoczone | US Navy               | USS „Ronald Reagan”                        | CVN-76  | 103 000       | Nimitz                                    | CATOBAR, atomowy | 12 lipca 2003(dts)        |         |
| Stany Zjednoczone | US Navy               | USS „George H.W. Bush”                     | CVN-77  | 103 600       | Nimitz                                    | CATOBAR, atomowy | 10 stycznia 2009(dts)     |         |
| Stany Zjednoczone | US Navy               | USS „Gerald R. Ford”                       | CVN-78  | 100 000       | Gerald R. Ford                            | CATOBAR, atomowy | 22 lipca 2017(dts)        |         |
|                   | MW ChALW              | „Liaoning”                                 | 16      | 67 500        | Admirał Kuzniecow (Typ 001)               | STOBAR           | 25 września 2012(dts)     |         |
|                   | MW ChALW              | „Szantung”                                 | 17      | 70 000        | zmodyfikowany Admirał Kuzniecow (Typ 002) | STOBAR           | 17 grudnia 2019(dts)      |         |
| Wielka Brytania   | Royal Navy            | HMS „Queen Elizabeth”                      | R08     | 65 000        | Queen Elizabeth                           | STOVL            | 7 grudnia 2017(dts)       |         |
| Wielka Brytania   | Royal Navy            | HMS Prince of Wales                        | R09     | 65 000        | Queen Elizabeth                           | STOVL            | 10 grudnia 2019(dts)      |         |